# Honda CBR600RR
La Honda CBR600RR est une moto sportive de 599 cm3, de la gamme des CBR, introduite par Honda en 2003. Elle remporta entre 2002 et 2008 chaque Championnat du monde de Supersport. Elle réitère la performance en 2010, puis à nouveau en 2014. Elle rencontre rapidement un grand succès et reste l'une des sportives en 600 cm3 les plus appréciées en Europe[réf. nécessaire].

## Historique

### 2003-2004
La Honda CBR600RR commence sa carrière en 2003, inspirée de la RC211V (modèle engagé par Honda en MotoGP). Le moteur développe 116 ch, il est alimenté par injection électronique (PGM-DSFI) et la moto dispose d'une suspension arrière Unit Pro-Link. Ces technologies proviennent directement de l'univers MotoGP de la marque. Le cadre lui est rigidifié, et les disques de freins prennent de l'embonpoint pour atteindre 310 mm de diamètre, mais restent à fixation axiale. Elle est l'une des premières motos à arborer un silencieux d'échappement sous la selle, caractéristique qu'elle a toujours conservée[source insuffisante]. 

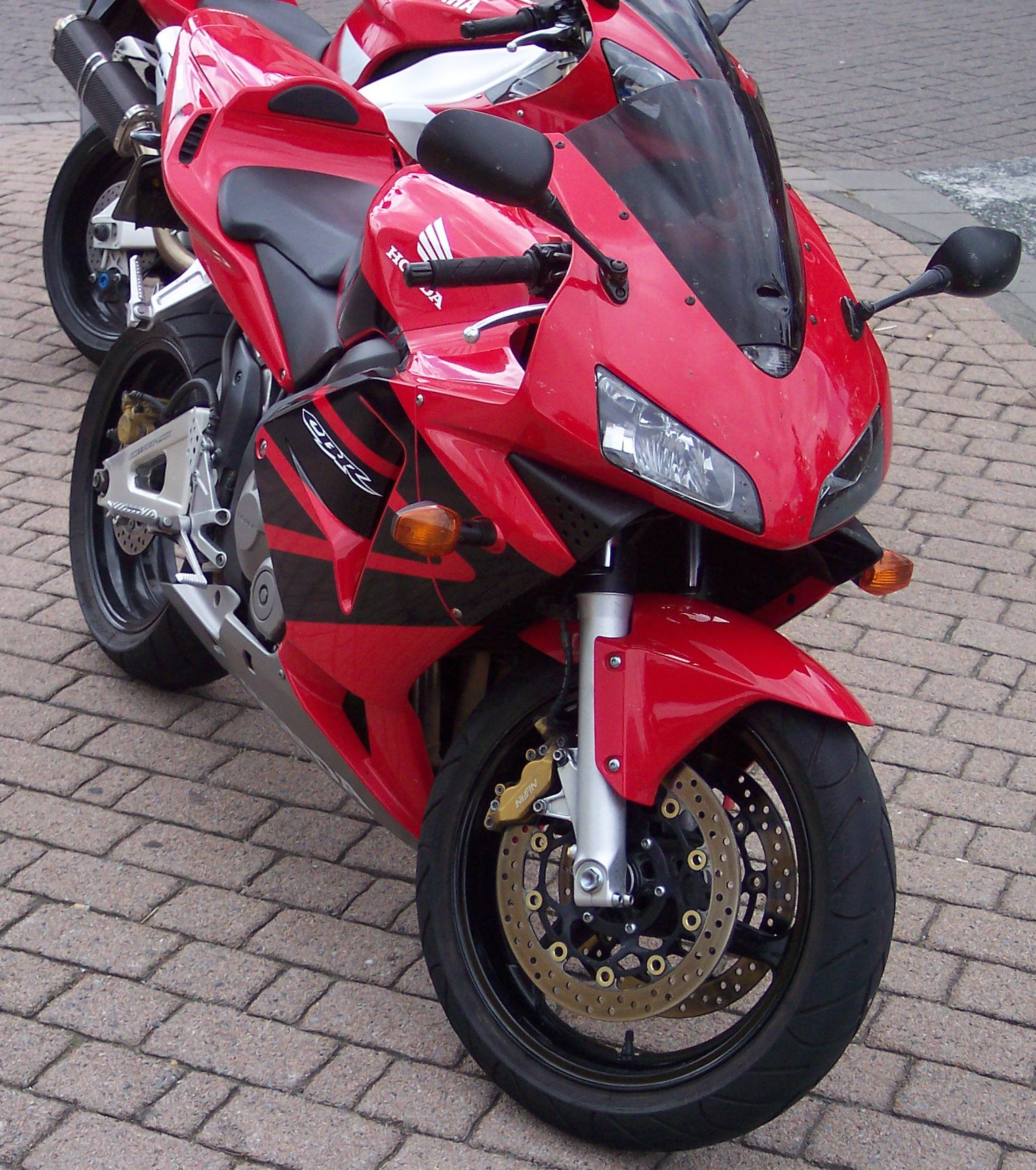
Une Honda CBR600RR de 2003.

### 2005-2006
En 2005, la Honda CBR600RR procède à une grosse évolution. La moto possède une fourche avant inversée entièrement réglable, des freins à disque avec des étriers à quatre pistons à montage radial, un bras oscillant et un nouveau cadre en aluminium. Le poids est réduit de 5 kg. L'esthétique, elle, ne varie que sur des détails[source insuffisante].
En fin d'année, des versions aux couleurs de l'écurie Movistar de MotoGP et de la moto de Sébastien Charpentier (baptisée « Win Win ») apparaissent au catalogue.

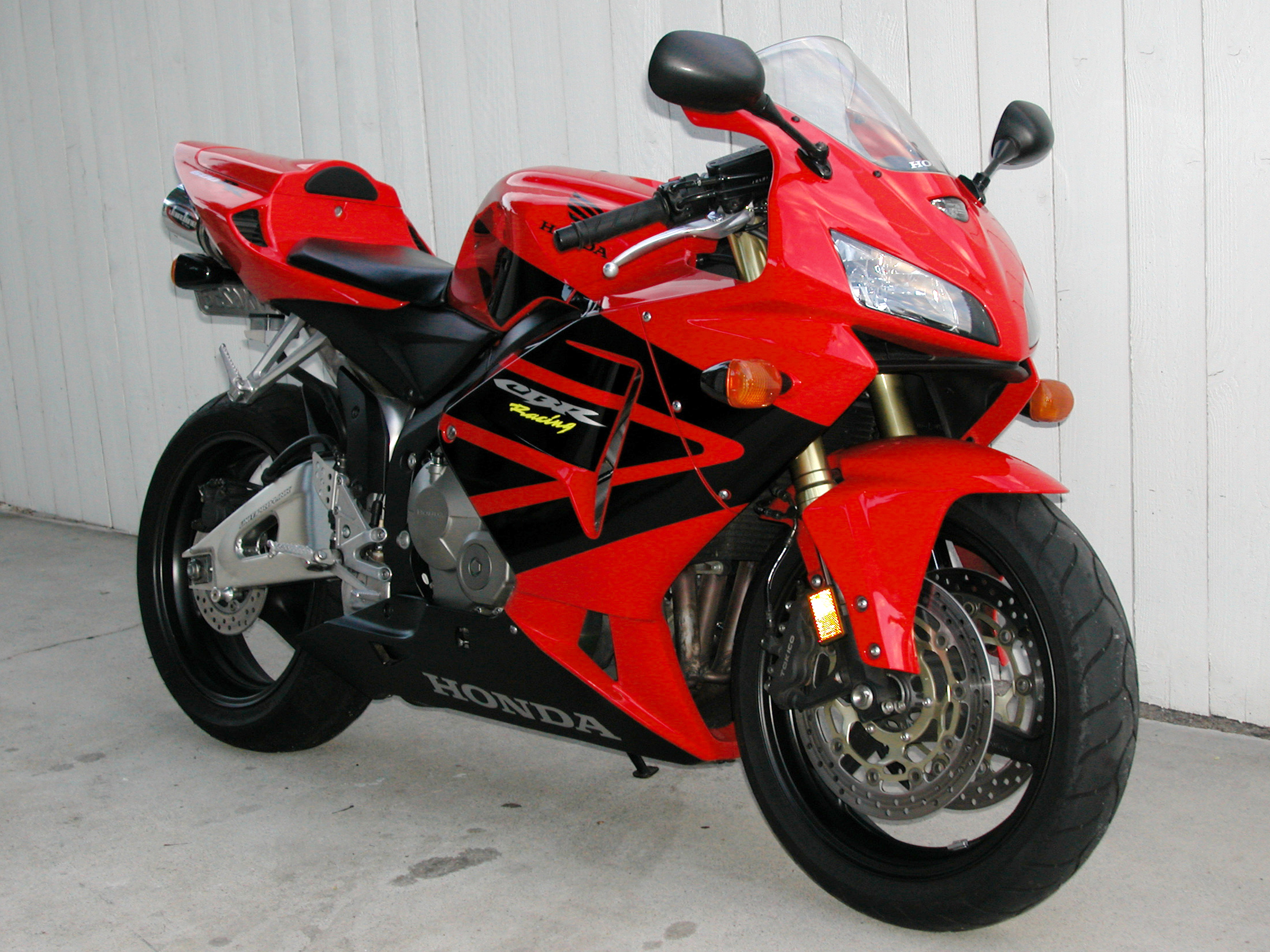
Une Honda CBR600RR de 2006.

### 2007-2008
En 2007, Honda présente une refonte la plus radicale de la CBR600 depuis l'introduction de la version RR en 2003. Elle est mise en évidence par un tout nouveau moteur, cadre et carrosserie qui aboutit à une CBR600RR plus petite, plus légère et plus puissante avec un rapport puissance/poids excellent pour la catégorie des motos sportives de 600 cm3. La moto perd encore 8 kg et tombe à un poids de 184 kg tout pleins faits. Le moteur complètement nouveau est plus petit et plus léger que son prédécesseur, il perd 2 kg et passe à 120 ch[source insuffisante],.
La sonorité perd néanmoins un peu de son charme dans cette nouvelle mouture[réf. nécessaire].
| - Coloris rouge/noir. - Coloris blanc/noir. - Coloris édition spéciale Konica Minolta. |

### 2009-2012
En 2009, l'ABS combiné fait son apparition, il évite les pertes d'adhérence lors des freinages sur surfaces changeantes. Le moteur lui est légèrement optimisé,.

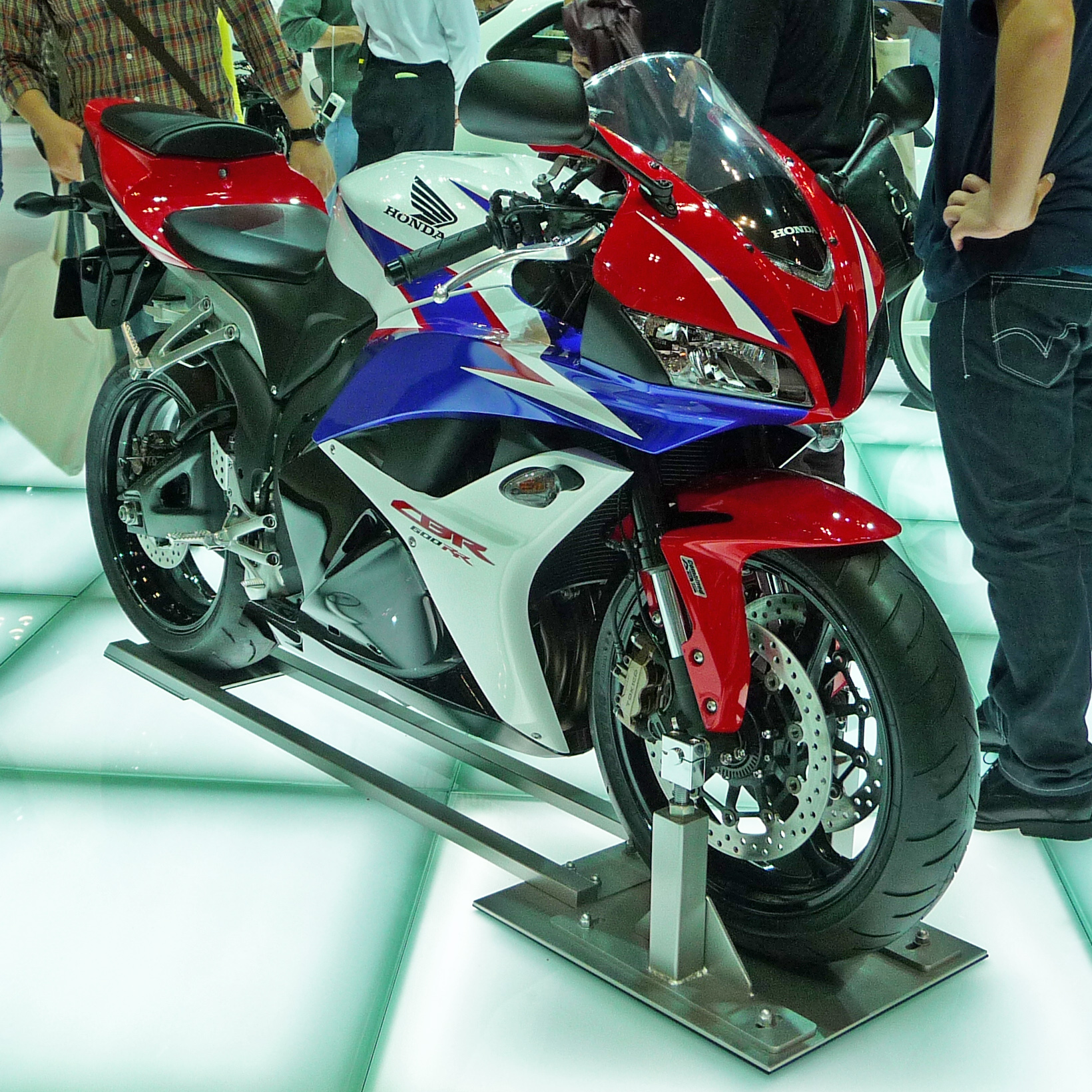
Une Honda CBR600RR équipée de l'ABS au Tokyo Motor Show de 2009.

### 2013-2017
En 2013, le CBR reçoit de nouvelles roues, et des optimisations moteur grâce à nouvelle cartographie d'injection, une valve à l'admission fonctionnant en permanence et une admission d'air forcée revue[source insuffisante],.
Mais le marché des motos sportives de 599 cm3 se rétrécit face aux roadsters et trails plus polyvalents et mieux équipés, l'entreprise nippone prend donc la décision de ne pas procéder à une refonte de la CBR afin qu'elle respecte la norme Euro 4, trop coûteux en développent, la CBR 600 RR termine ainsi sa carrière en Europe en 2017,.